# Hoogtefoto

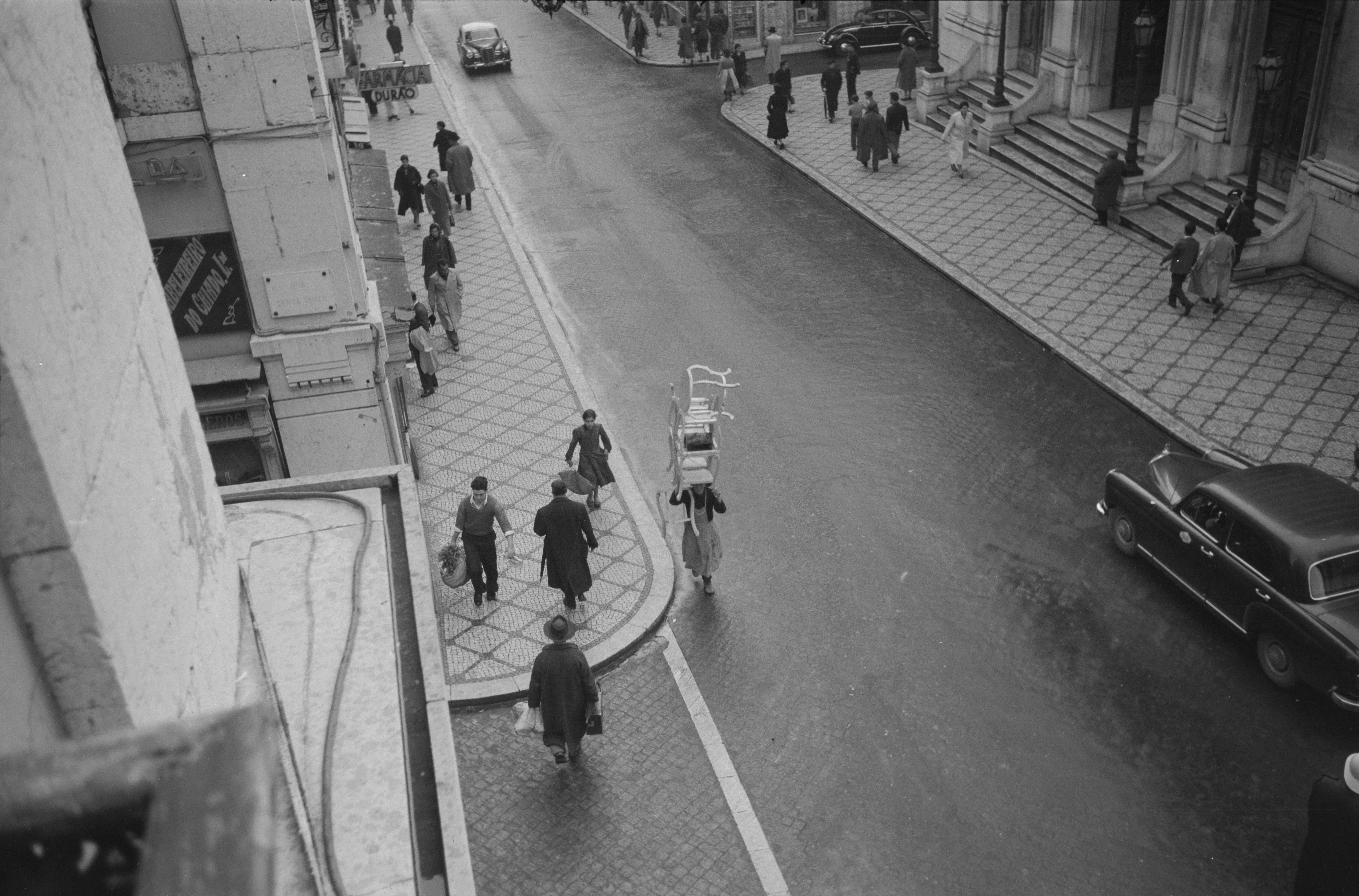
Hoogtefoto van een straatbeeld

Een hoogtefoto is een foto die wordt gemaakt vanaf de grond, maar met de camera op hoogte, door middel van een afstandsbediening. Op die manier verschilt het met een luchtfoto. Deze wordt door de fotograaf vanuit de lucht gemaakt. Ten gevolge van dit verschil in techniek bevindt de camera zich bij luchtfotografie doorgaans op 300 meter hoogte of meer terwijl de hoogtefoto in de meeste gevallen tussen een hoogte van 3 en 100 meter gemaakt wordt. De hoogtefoto wordt ten opzichte van een luchtfoto ook wel omschreven als een foto "met overzicht maar met behoud van detail".
Rond 1977 werd het begrip 'mastfotografie' geïntroduceerd in Nederland. Sinds 2001 wordt deze vorm van fotografie meestal 'hoogtefotografie' genoemd en het product daarvan een 'hoogtefoto'. Deze begrippen zijn neologismen omdat ze niet eerder in het Nederlandse taalgebied voorkwamen.
Tegenwoordig wordt hoogtefotografie in Nederland vooral gebruikt om vastgoed (huizen, bedrijven) beter in beeld te brengen. Er zijn in Nederland tientallen fotografen die zich met hoogtefotografie bezighouden. Zij bedienen zich daarbij van een mast, modelhelikopter, (mini)zeppelin of vlieger.